# Hiperkalijemija
Hiperkalijemija je stanje visoke koncentracije elektrolita kalijuma (+) u krvi. U slučajevima ekstremne hiperkalemije neophodna je hitna medicinska pomoć usled rizika od potencijalno fatalnih abnormalnih srčanih ritmova (aritmija).
Normalne vrednosti koncentracije kalijuma u serumu odraslih su između 3.9 i 5.1 mmol/L, odnosno u plazmi 3.5 i 4.5 mmol/L. Najveći udeo kalijuma (95%) nalazi se unutar ćelija, dok je manji deo u ekstracelularnoj tečnosti.

## Uzroci
Hiperkaliemiju mogu uzrokovati različiti poremećaji i patološka stanja kao što su npr.:
- zatajenje bubrega
- bolesti koje uzrokuju insuficijenciju nadbubrežne žlezde (npr. Adisonova bolest)
- pojačano otpuštanje iz ćelija (npr. kao posledica rabdomiolize ili hemolize)
- različiti lekovi (npr. ACE inhibitori, nesteroidni antiinflamatorni lekovi, diuretici koji štede kalijum)
- pojačan unos kalijuma (npr. infuzija KCl)

## Simptomi
Simptomi se javljaju obično kada koncentracija kalijuma dostigne 7 mmol/L, a mogu biti parestezije, pareze, bradikardija, promene u EKGu.

## Spoljašnje veze
- Sadržaj kalijuma u hrani
- Lista prehrambenih proizvoda bogatih kalijumom

|  | Molimo Vas, obratite pažnju na važno upozorenje u vezi sa temama iz oblasti medicine (zdravlja). |